# 런드리 데이
《런드리 데이》는 2016년 10월 22일부터 2017년 1월 7일까지 온 스타일에서 방영된 예능 프로그램이다.

## 출연자
- 한혜진
- 노홍철
- 한혜연
- 허지웅
- 아이린